# Pillow Knob
Der Pillow Knob (englisch für Kissenknubbel) ist ein 810 m hoher Berg im westantarktischen Queen Elizabeth Land. In der Neptune Range der Pensacola Mountains ragt er aus den Schneemassen am nordöstlichen Ende der Williams Hills auf.
Der United States Geological Survey kartierte ihn anhand eigener Vermessungen und Luftaufnahmen der United States Navy aus den Jahren von 1956 bis 1966. Seinen deskriptiven Namen erhielt der Berg durch den US-amerikanischen Geologen Dwight L. Schmidt, der für den Survey in drei Sommerkampagnen zwischen 1962 und 1966 in den Pensacola Mountains tätig war.